# دریاچه برتری
دریاچه برتری (انگلیسی: Lacus Excellentiae) یک دریاوار نسبتاً کوچک و نامنظم در عرض‌های جنوبی ماه است که در میان زمین‌های ناهموار جنوب دریای نمناکی قرار گرفته است. برجسته‌ترین عارضه در قطر این حوضه، دهانه کوچک کلاوزیوس است.
مختصات ماه‌نگاری این عارضه ۳۵°۲۴′جنوبی ۴۴°۰۰′غربی / ۳۵٫۴°جنوبی ۴۴٫۰°غربی است و در قطر ۱۸۴ کیلومتری قرار دارد. نام این دریاچه‌وار (دریاچه قمری) یک اصطلاح نسبتاً جدید در نام‌گذاری‌های ماه است که در سال ۱۹۷۶ توسط اتحادیه بین‌المللی نجوم به‌طور رسمی تأیید شد.
اسمارت-۱، مدارگرد ماه، در دریاچه برتری سقوط کرد. این کاوشگر در ۳ سپتامبر ۲۰۰۶ به سطح ماه برخورد کرد و ستاره‌شناسان برای تعیین خواص مواد پرتاب‌شده، آن را رصد کردند.